# Cash Cash
Cash Cash ist ein US-amerikanisches EDM-Trio aus Roseland, New Jersey. Als Quartett wurde das Projekt 2002 unter dem Namen „The Consequence“ gegründet und war zunächst in den Bereichen der Pop- und Rock-Musik aktiv. Mit der Zeit orientierte sie sich mit ihrem Musikstil erst in Richtung verschiedener House-Subgenres bis hin zum Future-Bass.

## Bandgeschichte
Gegründet wurde Cash Cash 2002 von den Freunden Sam Frisch, Jean Paul Makhlouf und Jeff Sayers unter dem Namen The Consequence und veröffentlichte darunter mehrere EPs. Darunter Your Own Place und By the Bedside. Nach mehreren Jahren mäßigen Erfolgs unterzeichneten sie 2007 einen Plattenvertrag bei Universal Republic Records und änderten ihren Bandnamen aufgrund rechtlicher Probleme mit dem US-amerikanischen Rapper Consequence in Cash Cash.
Die erste EP auf „Universal Republic“ mit dem neuen Bandnamen als Titel, erreichte in den Heatseeker-Charts von Billboard Platz 24. Danach folgten Tourneen unter anderem mit Sing It Loud und Metro Station. Ihr Debütalbum veröffentlichten sie am 23. Dezember 2008 im iTunes Store und am 20. Januar 2009 auch in amerikanischen Geschäften.
Im April 2009 war Cash Cash mit Kevin Rudolf und der Let-It-Rock-Tour unterwegs.
2009 spielten sie auf der Warped Tour und unterstützten Cobra Starship in Großbritannien mit Sing It Loud. Im Herbst 2009 wurde die Band mit Family Force 5 und Breathe Carolina vorgestellt. Ihre erste Headliner-Tour Robots in Hightops ging vom 6. bis zum 21. Mai 2009 mit Bands wie All Night Dynamite, The Blue Pages und The Bamboo Shoots.
Am 15. März 2010 veröffentlichten Cash Cash eine Coverversion des Alphaville-Songs Forever Young, welche vor allem durch die Playlist der Shops der Hollister Co. bekannt wurde.
Cash Cash produzierte für das Spiel Sonic Colours von Sega das Titellied Reach for the Stars sowie Speak with Your Heart, das während der Credits gespielt wird.
Außerdem traten sie im Juni 2011 auf dem Event „Sonic Boom“ sowie auf der Pressekonferenz von Sega bei der Tokyo Game Show am 28. September 2011 auf. Auf beiden Events traten sie gemeinsam mit Crush 40 bzw. Jun Senoue von dieser Band auf. Auch 2012 waren sie gemeinsam mit Crush 40 auf dem „Sonic Boom“ zu sehen.
Nach der Dubstep-Produktion Michael Jackson und der Overtime EP, veröffentlichten sie im Sommer 2013 das Lied Take Me Home, das von der zu dem Zeitpunkt gerade ihren Durchbruch feiernden Songwriterin Bebe Rexha gesungen wird. Mit diesem Lied feierten sie ihren ersten Charterfolg und rückten unter anderem in Deutschland, Österreich und den USA in die Top-100, in Großbritannien bis auf Platz 5. Zudem verkaufte sich das Lied knapp eine Million Mal und wurde mit mehreren Schallplatten ausgezeichnet.

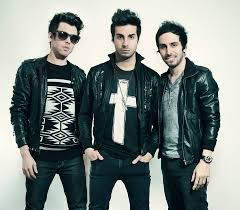
Cash Cash

Als Nachfolger-Singles erschienen im Folgejahr Lightning, die mit John Rzeznik aufgenommen und Surrender, die sich beide in den Bereich der Progressive-House-Musik einordnen lassen. Zudem produzierten sie gemeinsam mit dem DJ-Duo Tritonal das Lied Untouchable. Mit der 2015 erschienenen Single Devil entfernten sie sich von dem Progressive-House und Pop angehauchten Stil und ließen sich von der aufstrebenden Trap-Musik beeinflussen. Der Track entstand in Zusammenarbeit mit der britischen Sängerin Neon Hitch und den Rappern Busta Rhymes und B.o.B.
In das Jahr 2016 starteten sie mit der Single Aftershock, die auf ihrem Progressive-Stil basiert. Gesungen wird das Lied von der Sängerin Jacquie Lee, die durch ihre Teilnahme an der Casting-Show The Voice (USA) bekannt ist. Es folgte How to Love mit Sängerin Sofia Reyes. Im Sommer 2016 erschien das Lied Millionaire, das zusammen mit dem Produzenten Digital Farm Animals und Rapper Nelly entstand. Dieses brachte sie erstmals seit 2014 wieder in die Single-Charts. Für Bekanntheit sorgte insbesondere ein Remix des norwegischen DJs Alan Walker.
Parallel zu Millionaire erschien auch ihr viertes Studioalbum Blood, Sweat & 3 Years, dessen Titel auf den Arbeiten an dem Longplayer basierten. Das Album enthält mit Ausnahme von Untouchable unter anderem alle Singles, die seit Take Me Home erschienen. Die letzte Auskopplung wurde mit Broken Drum am 17. Juni 2016. Gesungen wird das Lied von Fitz von Fitz and the Tantrums. Ihr Stil orientierte sich an dem, 2016 beliebten Future-Bass. Auf diesem baut auch das, gemeinsam mit der, durch The Chainsmokers’ Roses bekannten Sängerin Rozes aufgenommene Lied Matches auf. Dieses erschien am 3. März 2017 als Single.

## Diskografie

### Alben

#### AlsThe Consequence
- 2004: Your Own Place
- 2005: The Consequence
- 2006: By the Bedside

#### AlsCash Cash
- 2009: Take It to the Floor (Universal Republic)
- 2011: Love or Lust (Digital Heart Beat Music)
- 2012: The Beat Goes On (Digital Heart Beat Music)
- 2016: Blood, Sweat & 3 Years (Big Beat Records)

### EPs
- 2008: Cash Cash (Universal Republic)
- 2013: Overtime (Big Beat Records)
- 2014: Lightning (Big Beat Records)

### Singles
- 2009: Party in Your Bedroom
- 2009: Everytime We Touch
- 2010: Forever Young
- 2010: Red Cup (I Fly Solo) (feat. Lacey Schwimmer & Spose)
- 2011: Victim of Love
- 2011: Sexin’ on the Dance Floor (feat. Jeffree Star)
- 2012: Michael Jackson
- 2012: Overtime
- 2013: Take Me Home (feat. Bebe Rexha)
- 2014: Lightning (feat. John Rzeznik)
- 2014: Surrender
- 2015: Untouchable (feat. Tritonal)
- 2015: Devil (feat. Busta Rhymes, B.o.B & Neon Hitch)
- 2015: Escarole
- 2016: Aftershock (feat. Jacquie Lee)
- 2016: How to Love (feat. Sofía Reyes)
- 2016: Millionaire (mit Digital Farm Animals feat. Nelly)
- 2016: Broken Drum (feat. Fitz von Fitz and the Tantrums)
- 2017: Matches (feat. Rozes)
- 2017: All My Love (feat. Conor Maynard)
- 2017: Belong (feat. Dashboard Confessional)
- 2018: Jewel (feat. Nikki Vianna)
- 2018: Finest Hour (feat. Abir, US: Gold)
- 2018: Call You (feat. Nasri of Magic!)
- 2020: Mean It (feat. Wrabel)
- 2020: I Found You (mit Andy Grammer)
- 2020: Gasoline (feat. Laura White)

### Gastbeiträge
- 2019: Can We Pretend (P!nk feat. Cash Cash, UK: Silber)